# Зограф (село)
Зогра́ф (болг. Зограф) — село в Добрицькій області Болгарії. Входить до складу общини Генерал-Тошево.

## Населення
За даними перепису населення 2011 року у селі проживали 119 осіб.
Національний склад населення села:
| Національність   | Кількість осіб | Відсоток |
| ---------------- | -------------- | -------- |
| болгари          | 80             | 67,2%    |
| турки            | 22             | 18,5%    |
| цигани           | 4              | 3,4%     |
| інша             | 0              | 0%       |
| не визначились   | 13             | 10,9%    |
| Всього відповіли | 119            |          |

Розподіл населення за віком у 2011 році:
Динаміка населення: